# 범일중학교
범일중학교(凡一中學校)는 대한민국 대구광역시 수성구 범물동에 있는 공립 중학교이다. 현재 (2024년 기준) 학생회장은  안다경이다.

## 학교 연혁
- 1992년 12월 24일 : 대구광역시의회, 범물여자중학교 설립 의결
- 1993년 1월 1일 : 대구광역시립학교 설치조례 제2819호로 설립 공포
- 1993년 3월 1일 : 초대 이천우 교장 취임
- 1993년 3월 5일 : 제1회 입학식 거행(537명)
- 1996년 2월 13일 : 제1회 졸업식(543명)
- 2003년 2월 19일 : 목련관 및 발명교실 개관
- 2004년 3월 1일 : 학칙 및 교명 변경(33학급, 범물여자중학교 → 범일중학교)
- 2011년 8월 1일 : 지식아람 도서관 개관
- 2011년 10월 15일 : 급식소 현대화 및 식당 신축
- 2021년 3월 1일 : 제13대 전경희 교장 취임
- 2022년 1월 3일 : 제27회 졸업식(63명, 누계 8,238명)
- 2022년 3월 2일 : 제30회 입학식(59명)

## 참고 자료
- 범일중학교 - 한국교육학술정보원 학교알리미